# Малоско
Малоско (итал. Malosco) је насеље у Италији у округу Тренто, региону Трентино-Јужни Тирол.
Према процени из 2011. у насељу је живело 373 становника. Насеље се налази на надморској висини од 1083 м.

## Становништво
Према резултатима пописа становништва 2011. у општини је живело 445 становника.
| 1936. | 1951. | 1961. | 1971. | 1981. | 1991. | 2001. | 2011. |
| ----- | ----- | ----- | ----- | ----- | ----- | ----- | ----- |
| 377   | 360   | 333   | 326   | 303   | 356   | 356   | 445   |